# 아랍항공기구
아랍항공기구(영어: Arab Air Carriers Organization, 아랍어: الاتحاد العربي للنقل الجوي)는 아랍권의 항공사를 대상으로 만들어진 1965년에 설립된 비영리 단체로 현재 25개의 항공사가 이 단체에 속하고 있다.

## 회원사

### 정회원사
- 아프리키야 항공
- 알제리 항공
- 에어 아라비아
- 에어 카이로
- 이집트 항공 (스타 얼라이언스)
- 에미레이트 항공
- 에티하드 항공
- 펠릭스 항공
- 걸프 에어
- 이라크 항공
- 요르단 항공
- 쿠웨이트 항공
- 리비아 항공
- 중동항공 (스카이팀)
- 오만 항공
- 팔레스타인 항공
- 카타르 항공 (원월드)
- 로얄 에어 모로코
- 로얄 요르단 항공 (원월드)
- 사우디아 항공 (스카이팀)
- 수단 항공
- 시리아 항공
- TMA 카고
- 튀니스에어
- 예메니아 항공

### 파트너 회원사[1]
- 터키항공

## 같이 보기
- 아라베스크 에어라인 얼라이언스